# Witwisit Hiranyawongkul
Witwisit Hiranyawongkul (tiếng Thái: วิชญ์วิสิฐ หิรัญวงศ์กุล, phiên âm: Vít-vi-sít Hi-ran-vong-cun, sinh 20 tháng 7 năm 1989) còn có nghệ danh là Pchy (พิช), là một diễn viên và ca sĩ người Thái Lan.

## Tiểu sử
Witwisit "Pchy" Hiranyawongkul, sinh ra và lớn lên trong một gia đình theo đạo Phật tại Chiang Mai, miền bắc Thái Lan. Pchy sớm tiếp xúc với âm nhạc, anh từng ca sĩ chính trong ban nhạc ở trường trung học.
Pchy từng là học sinh của trường Montfort College, một ngôi trường có uy tín ở Chiang Mai. Pchy được phát hiện ra ngay tại quê nhà mình bởi Chukiat Sakweerakul - sáng tác và đạo diễn cho The Love of Siam. Thành công của bộ phim này chính thức đưa Pchy gia nhập làng giải trí Thái Lan với vai trò ca sĩ và diễn viên.
Hiện Pchy đang theo đuổi sự nghiệp của mình song song với việc học tại Khoa Báo chí và truyền thông đại chúng của Đại học Thammasat, Bangkok. Mong ước sau này của anh là có thể viết được kịch bản phim.

## Sự nghiệp

### Khởi nghiệp
Trong suốt kì nghỉ hè năm 2006, Pchy và một vài người bạn cùng lớp đã đi một chuyến tới Bangkok và ghé thăm trường quay phim 13 Beloved do Chukiat Sakweerakul làm đạo diễn. Sau đó Pchy đã được mời tham gia vào một cảnh phụ trong phim, tuy chỉ có thấy mỗi cánh tay của Pchy là được xuất hiện trước ống kính.

### The Love of Siam
Chukiat Sakweerakul đã chọn Pchy đóng vai Mew, một trong những vai chính của The Love Of Siam, dựa vào ngoại hình, năng khiếu âm nhạc và diễn xuất nơi anh.
Mew, một cậu học sinh trung học đã phải sống côi cút một mình sau khi bà ngoại qua đời. Mew có tài năng âm nhạc thiên phú, anh ấy viết nhạc và là ca sĩ chính trong một ban nhạc nam August. Bài hát đầu tiên của ban nhạc là Ticket đã trở thành bài hit của giới teen. Đó thật là một thách thức với Mew khi đã từ 5 năm trước anh đã phải sống rất cô đơn sau cái chết của bà ngoại. Và bỗng cuộc đời Mew đã sang trang mới từ khi gặp Tong (do Mario Maurer thủ vai), một cậu bạn thời niên thiếu, tại quảng trường Siam. Từ khi Tong bước vào cuộc đời của Pchy thì những bài tình khúc được sinh ra một cách vốn lẽ nó phải đến vậy. Và phần lớn nội dung của phim và cuộc tìm kiếm của Mew câu trả lời cho câu hỏi "Nếu bạn yêu một ai đó, liệu bạn có thể chịu đựng nếu một ngày nào đó mất họ? Liệu bạn có thể sống mà không yêu ai đó không? Phần đời còn lại của bạn sẽ ra sao?"
Mặc dù vào thời điểm bộ phim được công chiếu thì đó mới chỉ là lần đầu tiên Pchy xuất hiện trước công chúng, nhưng khán giả đã rất tấn tượng với sự thể hiện của anh trong vai Mew. Họ bị say đắm bởi vẻ quyến rũ, ngọt ngào và cả tâm hồn dễ bị tổn thương trên phim. The Love Of Siam không chỉ thành công về mặt thương mại, mà còn được giới phê bình phim đánh giá cao, diễn xuất của Pchy cũng mang về cho anh hai đề cử Nam chính xuất sắc nhất tại Thailand National Film Association Awards và Bangkok Critics Assembly Award, đồng thời giúp anh thắng giải Nam chính xuất sắc nhất của Chalermthai Awards, giải thưởng do tờ báo mạng uy tín của Thái Lan tổ chức.
The Love Of Siam cũng đặc biệt được yêu thích tại Trung Quốc, giúp cho hai diễn viên chính là Pchy và Mario Maurer có được một lượng fan không nhỏ tại đất nước này.

### Nghiệp diễn hậu Siam
Năm 2008, Pchy đã tham gia vào Clip nhạc tên Hak Tur Mod Rak (If You have lost your love) của ca sĩ Nasnan, sau đó là phim ngắn Dopamin do Chukiat Sakweerakul đạo diễn. Ngoài ra, Pchy cùng ban nhạc August cũng đã tham gia một trong bốn phân đoạn của bộ phim 4 Romances, phim đã được ra mắt vào ngày 25 tháng 12 năm 2008.
Tháng 2, 2009, bộ phim truyền hình Sai Sueb Delivery (Detective Delivery) với sự tham gia của Pchy, đã được phát sóng trên kênh Channel 3 - Thái Lan.

### Âm nhạc
Lần trình diễn chính thức đầu tiên của Pchy trước khán giả, dưới vai trò ca sĩ chính là ca khúc nhạc phim The Love Of Siam - Khao Niew Moo Ping. Trong album The Love Of Siam Soundtrack, có một số bài do Pchy trình bày, đặc biệt ca khúc Ru Suek Bang Mai được chính anh sáng tác. Anh cũng đã cùng Chukiat Sakweerakul đã sáng tác và trình bày Better Morning cho hãng Dove trong một chiến dịch quảng cáo.
Sau khi The Love Of Siam kết thúc, dưới sự dẫn dắt của đạo diễn Chukiat Sakweerakul, ban nhạc August trong phim đã được chính thức thành lập ngoài đời thực. Ban nhạc gồm 11 thành viên, ngoài Pchy là giọng ca chính, August còn 4 giọng ca khác cùng 6 nhạc công trẻ tuổi.
August đã phát hành hai album là August Thanx và Radiodrome, đều nhận được phản ứng tích cực từ khán giả. Nhóm cũng vừa tổ chức nhạc hội chính thức đầu tiên trong tháng 3 - 2009, với tên Let’s swing Aha! Aha!. Chukiat Sakweerakul là người viết nhạc cũng như đạo diễn hầu hết MV cho August.

## Giải thưởng và Đề cử
| Năm  | Giải thưởng                               | Hạng mục                          | Kết quả | Phim             |
| ---- | ----------------------------------------- | --------------------------------- | ------- | ---------------- |
| 2008 | Thailand National Film Association Awards | Nam diễn viên chính xuất sắc nhất | Đề cử   | The Love of Siam |
| 2008 | Chalermthai Awards                        | Nam diễn viên chính xuất sắc nhất | Thắng   | The Love of Siam |
| 2008 | Bangkok Critics Assembly Award            | Nam diễn viên xuất sắc nhất       | Đề cử   | The Love of Siam |

## Phim đã tham gia
- The Love of Siam (2007)
- Dopamine (2008)
- 4 Romances (2008)
- Sai Sueb Delivery (2009)
- Bí mật trái tim không tồn tại (Club friday the series 5)  (2015)
- 2Moons: The Series (phim)  (2017)

## Đĩa nhạc đã phát hành
- Bite of Love OST
- The Love of Siam OST
- august*thanx
- Chao Wan Mai (Better Morning) Dove Campaign
- Sunshine
- august*RADIODROME

## Liên kết
- Official site Lưu trữ ngày 11 tháng 3 năm 2008 tại Wayback Machine
- PCHY Việt Nam FanClub (Tiếng Việt)
- Chinese PCHY FanClub (Tiếng Hoa) Lưu trữ ngày 30 tháng 11 năm 2020 tại Wayback Machine
- Baidu PCHY Tieba (Tiếng Hoa)
- Witwisit Hiranyawongkul trên IMDb